# Lista de tornados na Argentina
Este artigo documenta tornados, incluindo ondas de tornados que ocorreram na Argentina depois do ano 1700 (por Província). Em épocas antigas, os registros desses eventos convectivos são subestimados devido a escassez de dados.

## Observações
- Apesar da Escala Fujita Melhorada ser usada no Canadá e Estados Unidos, ela ainda não é usada em nenhum país da América do Sul.
- '~' indica que o número é estimado.

### Classificação da Intensidade dos Tornados

#### Escala Fujita
| F0          | F1           | F2           | F3           | F4           | F5           |
| 60–110 km/h | 120–170 km/h | 180–240 km/h | 250–320 km/h | 330–410 km/h | 420–510 km/h |
| ----------- | ------------ | ------------ | ------------ | ------------ | ------------ |

## Catálogo total de eventos
| Não Classificado | F0 | F1 | F2 | F3 | F4 | F5 | Total |
| ---------------- | -- | -- | -- | -- | -- | -- | ----- |
| 0                | 0  | 0  | 0  | 0  | 0  | 1  | 0     |

## Buenos Aires

### Lista de tornados em Buenos Aires
| Data       | Província | Área           | (E)F# | Óbitos | Feridos | Comentários            | Notas/Fontes |
| ---------- | --------- | -------------- | ----- | ------ | ------- | ---------------------- | ------------ |
| 1935       |           |                |       |        |         |                        |              |
| 06/01/1935 | B.A       | Pergamino      | F1    | 0      | 0       | - Documentado em tese. | [ 4 ]        |
| 1936       |           |                |       |        |         |                        |              |
| 06/01/1936 | B.A       | Pergamino      | F1    | 0      | 0       | - Documentado em tese. | [ 4 ]        |
| 1937       |           |                |       |        |         |                        |              |
| 30/03/1937 | B.A       | San Fernando   | F0    | 0      | 0       | - Documentado em tese. | [ 4 ]        |
| 1947       |           |                |       |        |         |                        |              |
| 05/02/1947 | B.A       | Santa Eleodora | F2    | 0      | 0       | - Documentado em tese. | [ 4 ]        |
|            |           |                |       |        |         |                        |              |

## Chaco

### Lista de tornados no Chaco
| Data       | Província | Área           | (E)F# | Óbitos | Feridos | Comentários                                                               | Notas/Fontes |
| ---------- | --------- | -------------- | ----- | ------ | ------- | ------------------------------------------------------------------------- | ------------ |
| 1965       |           |                |       |        |         |                                                                           |              |
| 13/12/1965 | AR-H      | Puerto Tirol   | FU    | 0      | 0       | - Duração de pelo menos 15 minutos, com metade da cidade sendo devastada. | [ 4 ]        |
| 1993       |           |                |       |        |         |                                                                           |              |
| 14/11/1993 | AR-H      | Machacai       | F1    | 0      | 0       | - Instalações rurais e agrícolas destruídas. - Casas destelhadas.         | [ 4 ]        |
| 2009       |           |                |       |        |         |                                                                           |              |
| 26/11/2009 | AR-H      | Colônia Elisa  | F2    | 0      | 0       | - Documentado em tese.                                                    | [ 4 ]        |
| 2015       |           |                |       |        |         |                                                                           |              |
| 13/01/2015 | AR-H      | Resistência    | FU    | 0      | 0       | - Documentado em tese.                                                    | [ 4 ]        |
| 2017       |           |                |       |        |         |                                                                           |              |
| 24/01/2017 | AR-H      | General Pinedo | FU    | 0      | 0       | - Documentado em tese.                                                    | [ 4 ]        |
|            |           |                |       |        |         |                                                                           |              |

## Córdova

### Lista de tornados em Córdova
| Data       | Província | Área                             | (E)F# | Óbitos | Feridos | Comentários | Notas/Fontes |
| ---------- | --------- | -------------------------------- | ----- | ------ | ------- | --- | ------------ |
| 1934       |           |                                  |       |        |         | |              |
| 01/01/1934 | Córdova   | Unquillo                         | F0    | 0      | 0       | - Documentado em tese. | [ 4 ]        |
|            |           |                                  |       |        |         | |              |
| 18/04/1934 | Córdova   | Los Chañaritos                   | F2    | 0      | 0       | - Documentado em tese. | [ 4 ]        |
| 1938       |           |                                  |       |        |         | |              |
| 07/01/1938 | Córdova   | Luque                            | F1    | 0      | 0       | - Documentado em tese. | [ 4 ]        |
| 1950       |           |                                  |       |        |         | |              |
| 28/12/1950 | Córdova   | El Gateado                       | F2    | 0      | 0       | - Documentado em tese. | [ 4 ]        |
| 1951       |           |                                  |       |        |         | |              |
| 21/11/1951 | Córdova   | Pilar                            | F2    | 0      | 0       | - Documentado em tese. | [ 4 ]        |
| 1954       |           |                                  |       |        |         | |              |
| 16/10/1954 | Córdova   | Los Chañaritos                   | F3    | 0      | 0       | - Documentado em tese. | [ 4 ]        |
| 1959       |           |                                  |       |        |         | |              |
| 09/10/1959 | Córdova   | Villa Quillinzo                  | F2    | 0      | 0       | - Documentado em tese. | [ 4 ]        |
| 1963       |           |                                  |       |        |         | |              |
| 01/11/1963 | Córdova   | Mórrison                         | F1    | 0      | 0       | - Documentado em tese. | [ 4 ]        |
| 1965       |           |                                  |       |        |         | |              |
| 22/10/1965 | Córdova   | Sampacho                         | F3    | 0      | 0       | - Documentado em tese. | [ 4 ]        |
| 1966       |           |                                  |       |        |         | |              |
| 29/01/1966 | Córdova   | Río Tercero                      | FU    | 0      | 0       | - Documentado em tese. | [ 4 ]        |
|            |           |                                  |       |        |         | |              |
| 16/02/1966 | Córdova   | San Fransisco                    | F0    | 0      | 0       | - Documentado em tese. | [ 4 ]        |
|            |           |                                  |       |        |         | |              |
| 01/03/1966 | Córdova   | Hernando                         | F1    | 0      | 0       | - Documentado em tese. | [ 4 ]        |
|            |           |                                  |       |        |         | |              |
| 04/03/1966 | Córdova   | La Falda                         | F1    | 0      | 0       | - Documentado em tese. | [ 4 ]        |
| 1967       |           |                                  |       |        |         | |              |
| 01/05/1967 | Córdova   | Melo, Villa Rosi                 | FU    | ?      | ?       | - Documentado em tese. | [ 4 ]        |
|            |           |                                  |       |        |         | |              |
| 08/10/1967 | Córdova   | Monte Buey                       | FU    | ?      | ?       | - Documentado em tese. | [ 4 ]        |
|            |           |                                  |       |        |         | |              |
| 08/10/1967 | Córdova   | Washington                       | F4    | ?      | ?       | - Documentado em tese. | [ 4 ]        |
| 1968       |           |                                  |       |        |         | |              |
| 09/11/1968 | Córdova   | San Basilio                      | F1    | ?      | ?       | - Documentado em tese. | [ 4 ]        |
|            |           |                                  |       |        |         | |              |
| 26/11/1968 | Córdova   | Oncativo                         | F2    | ?      | ?       | - Documentado em tese. | [ 4 ]        |
| 1969       |           |                                  |       |        |         | |              |
| 27/11/1969 | Córdova   | Gral Lavalle                     | FU    | ?      | ?       | - Documentado em tese. | [ 4 ]        |
| 1970       |           |                                  |       |        |         | |              |
| 21/01/1970 | Córdova   | Sacanta                          | FU    | ?      | ?       | - Documentado em tese. | [ 4 ]        |
|            |           |                                  |       |        |         | |              |
| 21/01/1970 | Córdova   | La Francia                       | FU    | ?      | ?       | - Documentado em tese. | [ 4 ]        |
| 1972       |           |                                  |       |        |         | |              |
| 07/01/1972 | Córdova   | Del Campillo                     | F1    | ?      | ?       | - Documentado em tese. - Primeiro tornado da tempestade. | [ 4 ]        |
|            |           |                                  |       |        |         | |              |
| 07/01/1972 | Córdova   | Del Campillo                     | F1    | ?      | ?       | - Documentado em tese. - Segundo tornado da tempestade. | [ 4 ]        |
|            |           |                                  |       |        |         | |              |
| 25/10/1972 | Córdova   | Mórrison                         | F2    | 0      | 0       | - Documentado em tese. | [ 4 ]        |
| 1973       |           |                                  |       |        |         | |              |
| 24/04/1973 | Córdova   | Estancia Holmberg                | F0    | 0      | 0       | - Documentado em tese. | [ 4 ]        |
| 1975       |           |                                  |       |        |         | |              |
| 08/01/1975 | Córdova   | Vicuña Makena                    | F1    | 0      | 0       | - Documentado em tese. | [ 4 ]        |
| 1976       |           |                                  |       |        |         | |              |
| 13/01/1976 | Córdova   | Isla Verde                       | F3    | 12     | ?       | - Povoado totalmente devastado. - Um ônibus foi levantado e arremessado pelos ares, com os passageiros dentro.                                                 | [ 4 ]        |
| 1977       |           |                                  |       |        |         | |              |
| 07/02/1977 | Córdova   | Santa Rosa de Calamuchita        | F1    | 0      | 0       | - Documentado em tese. | [ 4 ]        |
|            |           |                                  |       |        |         | |              |
| 04/11/1977 | Córdova   | El Tío                           | F1    | 0      | 0       | - Documentado em tese. | [ 4 ]        |
|            |           |                                  |       |        |         | |              |
| 04/11/1977 | Córdova   | El Tío                           | F1    | 0      | 0       | - Documentado em tese. | [ 4 ]        |
|            |           |                                  |       |        |         | |              |
| 04/12/1977 | Córdova   | Luque                            | F3    | 0      | 0       | - Documentado em tese. | [ 4 ]        |
| 1978       |           |                                  |       |        |         | |              |
| 12/01/1978 | Córdova   | Marcos Juarez                    | F0    | 0      | 0       | - Documentado em tese. | [ 4 ]        |
|            |           |                                  |       |        |         | |              |
| 28/10/1978 | Córdova   | La Paquita                       | F1    | 0      | 0       | - Documentado em tese. | [ 4 ]        |
|            |           |                                  |       |        |         | |              |
| 28/10/1978 | Córdova   | Morteros                         | F2    | 0      | 0       | - Documentado em tese. | [ 4 ]        |
|            |           |                                  |       |        |         | |              |
| 28/10/1978 | Córdova   | Colónia Milesi                   | F1    | 0      | 0       | - Documentado em tese. | [ 4 ]        |
| 1979       |           |                                  |       |        |         | |              |
| 04/03/1979 | Córdova   | Villa Maria                      | F2    | 0      | 0       | - Documentado em tese. | [ 4 ]        |
|            |           |                                  |       |        |         | |              |
| 01/11/1979 | Córdova   | Pilar                            | F0    | 0      | 0       | - Documentado em tese. | [ 4 ]        |
|            |           |                                  |       |        |         | |              |
| 08/12/1979 | Córdova   | Intiyaco                         | F1    | 0      | 0       | - Documentado em tese. | [ 4 ]        |
|            |           |                                  |       |        |         | |              |
| 11/12/1979 | Córdova   | Villa Ciudad América             | F4    | ?      | ?       | - Documentado em tese. - Devastação extrema na localidade. - Uma classificação em F5 não foi descartada. - Pessoas jogadas em centenas de metros de distância. | [ 4 ]        |
| 1982       |           |                                  |       |        |         | |              |
| 21/10/1982 | Córdova   | Cruz Chica                       | F0    | ?      | ?       | - Danos leves. | [ 4 ]        |
| 1991       |           |                                  |       |        |         | |              |
| 01/01/1991 | Córdova   | La Granja                        | F1    | 0      | 0       | - Documentado em tese. | [ 4 ]        |
| 1993       |           |                                  |       |        |         | |              |
| 01/11/1993 | Córdova   | Toledo                           | F1    | 0      | 0       | - Documentado em tese. | [ 4 ]        |
|            |           |                                  |       |        |         | |              |
| 10/11/1993 | Córdova   | Toledo                           | F1    | 0      | 0       | - Documentado em tese. | [ 4 ]        |
|            |           |                                  |       |        |         | |              |
| 09/12/1993 | Córdova   | Colónia Italiana                 | F0    | 0      | 0       | - Poucos danos. | [ 4 ]        |
| 2003       |           |                                  |       |        |         | |              |
| 26/12/2003 | Córdova   | Villa la Tela, Cordóva (Capital) | F3    | ~5     | ≥100    | - Parte do sudoeste da cidade foi totalmente devastado. - Acompanhado de granizo muito largo.                                                                  | [ 4 ]        |
| 2008       |           |                                  |       |        |         | |              |
| 22/12/2008 | Córdova   | General Deheza                   | F1    | 0      | 0       | - Documentado em tese. - Acompanhado de granizo muito largo.                                                                                                   | [ 4 ]        |
| 2009       |           |                                  |       |        |         | |              |
| 22/03/2009 | Córdova   | Monte Cristo                     | F2    | 0      | 0       | - Documentado em tese. | [ 4 ]        |
| 2011       |           |                                  |       |        |         | |              |
| 01/01/2011 | Córdova   | Carlos Paz                       | FU    | 0      | 0       | - Documentado em tese. | [ 4 ]        |
|            |           |                                  |       |        |         | |              |
| 24/01/2011 | Córdova   | Río Primero                      | FU    | 0      | 0       | - Documentado em tese. | [ 4 ]        |
|            |           |                                  |       |        |         | |              |
| 25/01/2011 | Córdova   | Laboulaye                        | FU    | 0      | 0       | - Documentado em tese. | [ 4 ]        |
| 2012       |           |                                  |       |        |         | |              |
| 30/01/2012 | Córdova   | Córdova (capital)                | F1    | 0      | 0       | - Documentado em tese. | [ 4 ]        |
|            |           |                                  |       |        |         | |              |
| 13/04/2012 | Córdova   | La Cumbre                        | FU    | 0      | 0       | - Documentado em tese. | [ 4 ]        |
|            |           |                                  |       |        |         | |              |
| 03/11/2012 | Córdova   | Córdova (capital)                | F1    | 0      | 0       | - Documentado em tese. | [ 4 ]        |
|            |           |                                  |       |        |         | |              |
| 22/11/2012 | Córdova   | Santa Rosa de Calamuchita        | FU    | 0      | 0       | - Documentado em tese. | [ 4 ]        |
|            |           |                                  |       |        |         | |              |
| 28/11/2012 | Córdova   | Córdova (capital)                | FU    | 0      | 0       | - Documentado em tese. | [ 4 ]        |
|            |           |                                  |       |        |         | |              |
| 06/12/2012 | Córdova   | Bell Ville                       | F1    | 0      | 0       | - Documentado em tese. | [ 4 ]        |
|            |           |                                  |       |        |         | |              |
| 16/12/2012 | Córdova   | Marcos Juarez                    | F1    | 0      | 0       | - Documentado em tese. | [ 4 ]        |
|            |           |                                  |       |        |         | |              |
| 24/12/2012 | Córdova   | Jovitas                          | FU    | 0      | 0       | - Documentado em tese. | [ 4 ]        |
| 2013       |           |                                  |       |        |         | |              |
| 31/10/2013 | Córdova   | Inriville                        | FU    | 1      | >5      | - Documentado em tese. | [ 4 ]        |
| 2015       |           |                                  |       |        |         | |              |
| 18/11/2015 | Córdova   | Sampacho                         | FU    | 0      | 0       | - Documentado em tese. | [ 4 ]        |
| 2016       |           |                                  |       |        |         | |              |
| 18/08/2016 | Córdova   | Huinca Renancó                   | FU    | 0      | 0       | - Documentado em tese. | [ 4 ]        |
|            |           |                                  |       |        |         | |              |
| 25/12/2016 | Córdova   | La Cumbre                        | FU    | 0      | 0       | - Documentado em tese. | [ 4 ]        |
|            |           |                                  |       |        |         | |              |

## Correntes

### Lista de tornados em Correntes
| Data       | Província | Área             | (E)F# | Óbitos | Feridos | Comentários                                                                                                   | Notas/Fontes |
| ---------- | --------- | ---------------- | ----- | ------ | ------- | --- | ------------ |
| 1968       |           |                  |       |        |         | |              |
| 24/10/1968 | Correntes | Correntes        | FU    | 0      | 0       | - Documentado em tese.                                                                                        | [ 4 ]        |
|            |           |                  |       |        |         | |              |
| 30/11/1968 | Correntes | Mercedes         | FU    | 0      | 0       | - Documentado em tese.                                                                                        | [ 4 ]        |
| 1970       |           |                  |       |        |         | |              |
| 01/10/1970 | Correntes | Mercedes         | FU    | 0      | 0       | - Danos severos em casas e edifícios. - Automóveis arrastados ou capotados. - Intensidade presumida em F1-F2. | [ 4 ]        |
|            |           |                  |       |        |         | |              |
| 01/10/1970 | Correntes | Santa Ana        | FU    | 0      | 0       | - Documentado em tese.                                                                                        | [ 4 ]        |
| 1971       |           |                  |       |        |         | |              |
| 11/11/1971 | Correntes | 9 de Julio       | FU    | 0      | 0       | - Documentado em tese.                                                                                        | [ 4 ]        |
| 2009       |           |                  |       |        |         | |              |
| 22/11/2009 | Correntes | Goya             | FU    | 0      | 0       | - Alguns danos relatados na cidade.                                                                           | [ 4 ]        |
| 2011       |           |                  |       |        |         | |              |
| 22/02/2011 | Correntes | Puerto Gonzales  | FU    | 0      | 0       | - Documentado em tese.                                                                                        | [ 4 ]        |
| 2012       |           |                  |       |        |         | |              |
| 20/02/2012 | Correntes | Colónia Libertad | F0    | 0      | 0       | - Danos leves em casas, postes e árvores.                                                                     | [ 4 ]        |
|            |           |                  |       |        |         | |              |

## Santa Fé

### Lista de tornados em Santa Fé
| Data       | Província | Área            | (E)F# | Óbitos | Feridos | Comentários | Notas/Fontes |
| ---------- | --------- | --------------- | ----- | ------ | ------- | --- | ------------ |
| 1930       |           |                 |       |        |         | |              |
| 16/03/1930 | AR-S      | Diego de Alvear | F2    | 0      | 0       | | [ 4 ]        |
| 1932       |           |                 |       |        |         | |              |
| 03/03/1932 | AR-S      | Bombal          | F1    | 0      | 0       | | [ 4 ]        |
|            |           |                 |       |        |         | |              |
| 06/08/1932 | AR-S      | Arroyo Seco     | F1    | 0      | 0       | | [ 4 ]        |
| 1939       |           |                 |       |        |         | |              |
| 28/03/1939 | AR-S      | Armstrong       | F1    | 0      | 0       | | [ 4 ]        |
| 1945       |           |                 |       |        |         | |              |
| 21/09/1945 | AR-S      | Gessler         | F2    | 0      | 0       | | [ 4 ]        |
| 1946       |           |                 |       |        |         | |              |
| 08/11/1946 | AR-S      | Peyrano         | F0    | 0      | 0       | | [ 4 ]        |
| 1950       |           |                 |       |        |         | |              |
| 07/04/1950 | AR-S      | Rincon Potrero  | F0    | 0      | 0       | | [ 4 ]        |
| 1951       |           |                 |       |        |         | |              |
| 22/11/1951 | AR-S      | San Genrao      | F2    | 0      | 0       | | [ 4 ]        |
| 1953       |           |                 |       |        |         | |              |
| 11/03/1953 | AR-S      | Villa Cañas     | F1    | 0      | 0       | | [ 4 ]        |
| 1955       |           |                 |       |        |         | |              |
| 02/03/1955 | AR-S      | Cepeda          | F1    | 0      | 0       | | [ 4 ]        |
| 1963       |           |                 |       |        |         | |              |
| 04/01/1963 | AR-S      | Rafaela         | F2    | 0      | 0       | | [ 4 ]        |
|            |           |                 |       |        |         | |              |
| 25/03/1963 | AR-S      | Rosario         | F1    | 0      | 0       | | [ 4 ]        |
| 1964       |           |                 |       |        |         | |              |
| 24/12/1964 | AR-S      | Esperanza       | FU    | 0      | 0       | | [ 4 ]        |
| 1965       |           |                 |       |        |         | |              |
| 03/01/1965 | AR-S      | Rosario         | FU    | 0      | 0       | | [ 4 ]        |
|            |           |                 |       |        |         | |              |
| 04/09/1965 | AR-S      | Cañada de Gomez | FU    | 0      | 0       | | [ 4 ]        |
| 1973       |           |                 |       |        |         | |              |
| 10/01/1973 | AR-S      | San Justo       | F5    | 63     | ?       | - Tornado extremamente violento e devastador, se formando em dias de condições desfavoráveis para tornados. - Tornado mais violento e destrutivo registrado em todo o hemisfério sul do planeta. - Casas e edifícios de alvenaria completamente desapareceram do mapa sem deixar rastros. - Pessoas e animais foram sugadas pelo tornado, e desapareceram. - Partes do solo foram arrancados completamente. - O criador da Escala Fujita, Ted Fujita, afirmou que esse foi o pior tornado já analisado por ele fora da América do Norte. | [ 4 ]        |
|            |           |                 |       |        |         | |              |